# Mendim
Mendim är ett mansnamn av albanskan mendim ’tanke.’
Tretton män har Mendim som tilltalsnamn i Sverige i augusti 2021.